# Fédération rwandaise des échecs
La Fédération rwandaise des échecs (ou FERWADE ; en anglais : Rwanda Chess Federation) est l'organisme qui a pour but de promouvoir la pratique des échecs au Rwanda.
Fondée en 1995 et affiliée à la Fédération internationale des échecs depuis 1997, la Rwanda Chess Federation est également membre de l'Association internationale des échecs francophones.